# 蒙蒂圣母堂

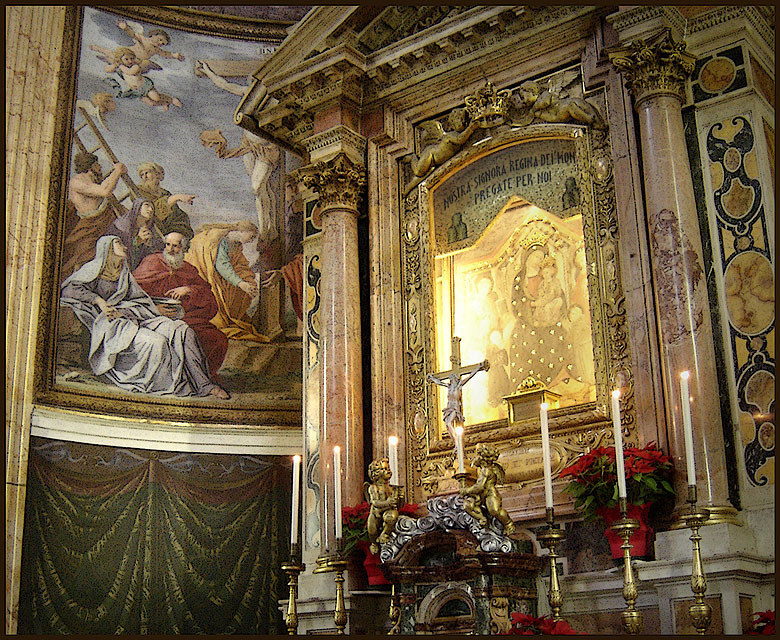

蒙蒂圣母堂（Chiesa di Santa Maria ai Monti）是一个领衔堂区，位于意大利罗马蒙蒂区的蒙蒂圣母街41号（Via dei Serpenti路口），靠近加富尔路。该堂供奉圣母玛利亚。

## 历史
在14世纪，这里修建了一座贫穷修女会的修女院。1580年这些修女搬到圣老楞佐堂（San Lorenzo in Panisperna）后，15世纪的壁画《圣母子与圣老楞佐和圣斯德望》留在废弃的教堂。很快圣像显灵，成为朝圣的对象，以至于額我略十三世建造这座教堂。圣像仍然在正祭台上，其复制品在每年4月26日会沿街道游行。
该堂由贾科莫·德拉·波尔塔设计，立面模仿了他先前的作品耶穌堂，有两排科林斯柱。后来由 Carlo Lombardi和 Flaminio Ponzio继续完成。穹顶内旧约四大先知的雕像由Giovanni Anguilla完成 (1599年)。
该堂在1824年成为堂区，由教区神父管理，1960年封为领衔堂区。

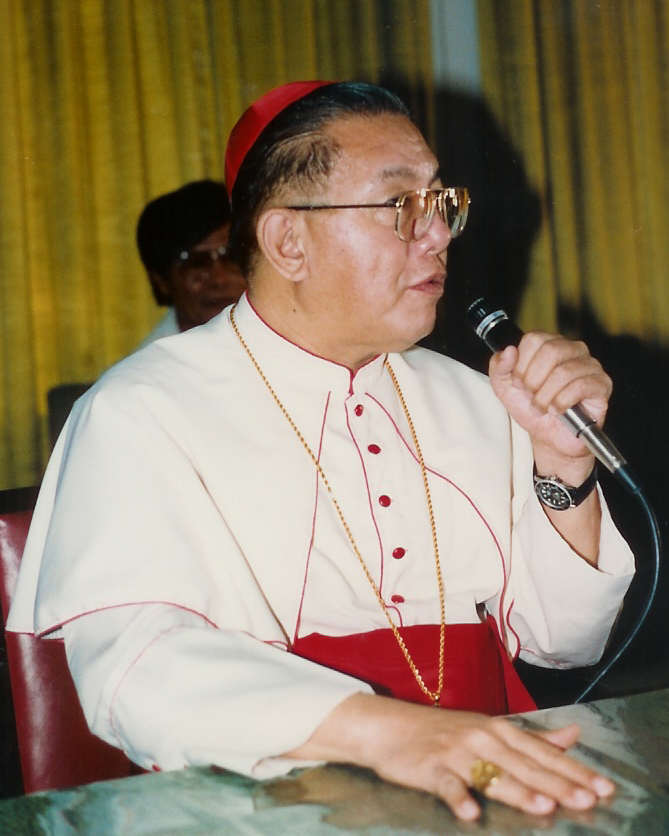
辛海棉

## 历任枢机
- Rufino Jiao Santos，菲律宾天主教马尼拉总教区总主教（1960年3月31日 – 1973年9月3日）
- 辛海棉，菲律宾天主教马尼拉总教区总主教（1976年5月24日 – 2005年6月21日）
- 罗杰·乌罗萨·萨维诺，委内瑞拉天主教加拉加斯总教区总主教（2006年3月24日起）